# حائط الصواريخ
حائط الصواريخ المصري هو منظومة دفاع جوي تتبع قوات الدفاع الجوي المصرية كانت تضم مدفعية مضادة للطائرات وكتائب صواريخ سام-2 وسام-3 وسام-6 لاحقاً بجانب أجهزة الرادار والإنذار، إضافة إلى مراكز القيادة المشتركة. تأسست في 1970 على الضفة الغربية لقناة السويس بهدف صد الهجمات الجوية الإسرائيلية.استغرق بناء حائط الصواريخ 40 يومًا، وكان له الفضل في تحييد القوات الجوية الإسرائيلية عن منطقة القناة في بداية حرب أكتوبر، مما سهل عملية العبور واجتياز خط بارليف وإتاحة بناء رؤوس الكباري على قناة السويس.
كان أحد قادة كتائب حائط الصورايخ في ذلك الوقت وهو الرائد محمد عادل حسانين قائد الكتيبة 416، أول من أسقط طائرة فانتوم إسرائيلية.[بحاجة لمصدر] وحصل على نجمة الشرف العسكرية، ومن بعده نجمة سيناء، ثم نوط الشجاعة من الطبقة الأولى.

## البناء والتخطيط
لم يكن في مقدور القوات المسلحة اتخاذ قرار الحرب الشاملة إلا بعد إقامة حائط الصواريخ علي طول خط المواجهة وفي العمق المصري. وكانت العقبة الرئيسية أمام المصريين هي تفوق الطيران الإسرائيلي، لذلك قررت القيادة المصرية ـ بمشورة سوفيتية ـ انتهاج الخطة الفيتنامية وترتكز تلك الخطة على بناء سلسلة من قواعد صواريخ سام الروسية المضادة للطائرات، فتشكل هذه الصواريخ حائطاً يمنع اقتراب الطيران الإسرائيلي لمسافة عشرة كيلومترات، ثم تنقل تلك القواعد للأمام لمسافة عشرة كيلومترات أخرى وهكذا. ولكن إسرائيل أدركت خطورة تلك الخطة، فعملت على إفشالها، فاستخدمت طائرات إف 4 فانتوم وسكاي هوك في 1969، وهو الأمر الذي ضاعف من مدى وقوة نيران ذراع إسرائيل الجوية، ودأبت إسرائيل خلال عامي 1969 و1970 على قصف القواعد الصاروخية وهي قيد الإنشاء لمنع استكمال حائط الصواريخ، وقد قُتل خلال تلك الحملة الجوية المئات من عمال البناء المصريين أثناء تشييدهم لقواعد الصواريخ.

## أسبوع تساقط الفانتوم
يُشير ذلك إلى الفترة من 30 يونيو حتى 7 يوليو 1970، وفيه تمكنت وسائل الدفاع الجوي من إسقاط خمس طائرات إسرائيلية مؤكدة منها طائرات طراز فانتوم لأول مرة بجانب أسر 3 طيارين إسرائيليين ومقتل آخرين (تُشير مصادر إلى إسقاط 12 إلى 24 طائرة فانتوم وسكاي هوك وهي أرقام غير مؤكدة). فيما تنسب فرقة الدفاع الجوي الثامنة عشرة التابعة للقوات السوفيتية العاملة في مصر هذه الإسقاطات الخمس المؤكدة إليها.